# Явище
Я́вище — філософська категорія, що відображає зовнішні властивості, процеси, зв'язки предмета, які даються пізнанню безпосередньо в формах живого споглядання. Явище може змінюватися, розвиватися відповідно до загальних законів розвитку матеріального світу.
Категорія «явище» нерозривно пов'язана із категорією «сутність».
Хоча агностицизм розриває діалектичний зв'язок сутності і явища, розглядає сутність як непізнаванну «річ у собі», що не розкриває себе в явищах.
Наївний реалізм ототожнює сутність і явище, вважає, що речі по суті є такими, якими даються пізнанню в явищах.
Діалектичний матеріалізм розглядає сутність і явище у діалектичній єдності, як щаблі руху пізнання. Явище виражає якусь сторону сутності, сутність завжди проявляється в конкретних предметах або процесах.